# Fungiacyathus dennanti
Espèce
Statut CITES
Fungiacyathus dennanti est une espèce de coraux appartenant à la famille des Fungiacyathidae.

## Étymologie
Son nom spécifique, dennanti, lui a été donné en l'honneur de référence de John Dennant (en), auteur de plusieurs descriptions sur les coraux actuels et du Cénozoïque en Australie et en Nouvelle-Zélande. 

## Publication originale
- Cairns & Parker, 1992 : Review of the Recent Scleractinia (stony corals) of South Australia, Victoria and Tasmania. Records of the South Australian Museum Monograph Series, vol. 3, pp. 1–82 (texte intégral) (en).